# فريق كوبون
فريق كوبون (بالإنجليزية: Team Kaobon)‏ والتي كانت تُعرف سابقًا باسم المقاتلون واللياقة البدنية (بالإنجليزية: Fighters and Fitness)‏ هو فريق لفنون القتال المختلطة من ليفربول، إنجلترا.